# 우나 머켈
유나 머클(Una Merkel, 영어 발음: /ˈjuːnɑ ˈmɜːkəl/ 1903년 12월 10일 ~ 1986년 1월 2일)는 미국의 영화배우, 연극 배우, 텔레비전 배우이다.

## 영화
- 스핀아웃 (1966년)
- 썸머 매직 (1963년)
- 페어런트 트랩 (1961년)
- 썸머 앤 스모크 (1961년)
- 걸 모스트 라이크리 (1957년)
- 번들 오브 조이 (1956년)
- 아이 러브 멜빈 (1953년)
- 메리 위도우 (1952년)
- 내 마음 속의 노래와 (1952년)
- 리치 영 앤 프리티 (1951년)
- 골든 걸 (1951년)
- 마이 블루 헤븐 (1950년)
- 디스 이즈 더 아미 (1943년)
- 잔지바르 가는 길 (1941년)
- 커민 라운드 더 마운틴 (1940년)
- 뱅크 딕 (1940년)
- 뜨거운 것이 좋아 (1939년)
- 사진 (1939년)
- 사라토가 (1937년)
- 하층민(영어판) (1936년)
- 본 투 댄스 (1936년)
- 원 뉴욕 나이트 (1935년)
- 브로드웨이 멜로디 오브 1936 (1935년)
- 메리 위도우 (1934년)
- 에벌린 프렌티스 (1934년)
- 밤쉘 (1933년)
- 첫 항해 (1933년)
- 42번가 (1933년)
- 빨간 머리 여자 (1932년)
- 말타의 매(영어판) (1931년)
- 키다리 아저씨 (1931년)
- 동부 저 멀리 (1920년)